# Cheetham Hill

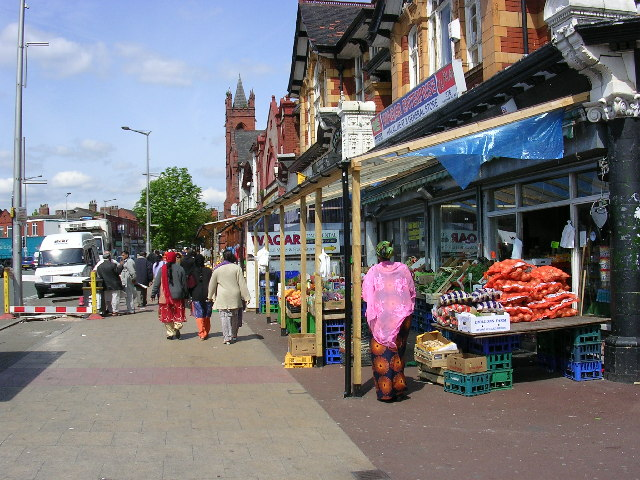
Cheetham Hill Road

Cheetham Hill est un quartier de Manchester, en Angleterre qui a une population de 12 846 habitants,. Il est situé sur la rive ouest de  l'Irk, à environ 2,3 km du nord-est du centre ville de Manchester. Cheetham Hill est encadré par Broughton à l'ouest, Crumpsall au nord et Collyhurst au sud-est.
Le quartier faisait autrefois partie du Lancashire, et était une localité de Cheetham, une ville de la paroisse de Manchester et Salford. La ville de Cheetham fut par la suite fusionnée à Manchester en 1896,.
Cheetham Hill est un quartier industriel de longue date, qui accueille aujourd'hui une communauté largement multi-ethnique résultant de plusieurs vagues d'immigrations au Royaume-Uni. Au milieu du XIXe siècle, Cheetham Hill attire la  population irlandaise qui fuit la grande famine qui touche leur pays. Les Juifs s'installent dans le quartier à la fin du XIXe et au début du XXe siècle, fuyant les persécutions dont ils font l'objet en Europe continentale. Des immigrants en provenance du sous-continent indien et des Caraïbes s'installent aussi dans la localité dans les années 1950 à 1960. Depuis, la ville attire aussi des Africains ou des habitants d'Europe de l'Est, contribuant à une très large mixité ethnique.